# Sören Rydgren
Sören Rydgren, född 9 november 1942 i Järvsö socken, inflyttad till Forsa socken, är en svensk dragspelare. Han är numera bosatt i Gävle.

## Priser och utmärkelser
- 1998 – Albin Hagströms Minnespris

## Diskografi
- 1974 – Bollebandet Sören Rydgren [Round up - lp]
- 1974 – Ofta önskad (Bengt "Polo" Johanson) [Round up - lp]
- 1977 – Happy Tune [RCA - lp]
- 1978 – Spelmansmusik från Hälsingland [RCA - lp]
- 1979 – All of Me [RCA - lp]
- 1980 – Tiger Rag [RCA - lp]
- 1982 – Kväll i Trollheimen [Phm-records - lp, mc]
- 1984 – Silvervågor / Falu kopparslagare med Sören Rydgren [Koster - mc]
- 1986 – Mix a la Rydgren [Koster - lp]
- 1990 – Rydgrens delikatesser / Sören Rydgren, Hans-Erik Grandin [Musik i Dalarna mc]
- 1992 – Täopa / Evert Sandin med Sören Rydgren och Falu kopparslagare [cd]
- 1996 – Sören Rydgren live! [True Track mc och cd]
- 1998 – Öronfröjd [samlings-mc och cd]
- 2000 – Sören Rydgrens bästisar [SR Gävleborg cd]